# Zákon o azylu
Zákon o azylu, plným názvem zákon č. 325/1999 Sb., o azylu a o změně zákona č. 283/1991 Sb., o Policii České republiky, ve znění pozdějších předpisů, (zákon o azylu), je zákon přijatý dne 11. listopadu 1999. Tento zákon upravuje azyl a práva a postavení uprchlíků. Tímto zákonem byl zrušen zákon o uprchlících (č. 498/1990 Sb.) a změněn zákon č. 283/1991 Sb., o Policii České republiky.
Charakteristiku a plné znění zákona v angličtině zveřejnilo Ministerstvo vnitra.